# Poręby (Łódź)
Poręby – dawna podłódzka miejscowość, od 1946 zachodnia część Łodzi, w dzielnicy Widzew. Administracyjnie wchodzi w skład osiedla Zarzew. Rozpościera się w rejonie ulic Lodowej i Snowalnianej.

## Historia
Poręby to dawna wieś, od 1867 w gminie Chojny. W okresie międzywojennym należała do powiatu łódzkiego w woj. łódzkim.  W 1921 roku liczba mieszkańców wynosiła 21.  1 września 1933 weszła w skład nowo utworzonej gromady Zarzew, składającej się ze wsi Zarzew i wsi Poręby.
Podczas II wojny światowej włączone do III Rzeszy. Po wojnie Poręby powróciły na krótko do powiatu łódzkiego woj. łódzkim, lecz już 13 lutego 1946 włączono je do Łodzi.